# جناب آقای بیلی بلیزس
جناب آقای بیلی بلیزس (انگلیسی: Billy Blazes, Esq.) یک فیلم کمدی صامت کوتاه به کارگردانی هال روچ است که در سال ۱۹۱۹ منتشر شد.

## بازیگران
- هارولد لوید
- اسناب پالرد
- ببه دنیلز
- نوآ یانگ
- سمی بروکس